# Thompsoniana vodozi
Thompsoniana vodozi es una especie de escarabajo longicornio del género Thompsoniana, tribu Callichromatini, orden Coleoptera. Fue descrita científicamente por Morati y Huet en 2004.
El período de vuelo ocurre durante los meses de marzo, abril y mayo.

## Descripción
Mide 25-33,8 milímetros de longitud.

## Distribución
Se distribuye por Malasia (isla de Borneo).